# 낙동대로 (부산)
낙동대로(洛東大路)는 부산광역시 서구 서대신동 서대신사거리와 북구 구포동 덕천 교차로를 잇는 부산광역시의 도로이다. 본래 전 구간이 부산광역시도 제41호선에 속했으나 2012년 11월 28일 부산광역시도 노선이 조정되면서 하단 교차로를 기준으로 북쪽은 부산광역시도 제41호선, 남동쪽은 부산광역시도 제10호선에 속한다. 또한 남동쪽 구간은 국도 제2호선 및 국도 제77호선의 일부이며, 구포대교 교차로 ~ 덕천 교차로 구간은 국도 제14호선의 일부에 속한다.

## 역사
- 2009년 7월 8일 : 2개 이상 구·군에 걸쳐 있는 도로로 낙동대로를 고시[1]

## 경유지
부산광역시
- 서구 - 사하구 - 사상구 - 북구

## 노선
- 연한 파란색(■): 국도 제2호선, 국도 제77호선, 부산광역시도 제10호선 중복 구간
- 연한 분홍색(■): 부산광역시도 제41호선 중복 구간
- 연한 초록색(■): 국도 제14호선, 부산광역시도 제40호선, 부산광역시도 제41호선 중복 구간

| 이름                  | 접속 노선 | 소재지     | 소재지 | 비고                     |
| --------------------- | --- | ---------- | ------ | ------------------------ |
| 서대신사거리          | 국도 제2호선 국도 제77호선 부산광역시도 제1004호선 (망양로) 대티로 부산광역시도 제10호선 (대영로) 구덕로321번길                | 부산광역시 | 서구   |                          |
| 대티터널              | | 부산광역시 | 서구   | 연장 401m                |
| 대티터널              | 사하구 | 부산광역시 |        | 연장 401m                |
| 대티역                | 대티로 | 부산광역시 |        |                          |
| 괴정사거리 (괴정역)   | 부산광역시도 제6601호선 (사하로) 낙동대로216번길                                                                               | 부산광역시 |        |                          |
| 사하초등학교삼거리    | 부산광역시도 제1003호선 (장평로)                                                                                               | 부산광역시 |        |                          |
| 사하역                | | 부산광역시 |        |                          |
| 당리주민센터사거리    | 부산광역시도 제43호선 (다대로) 낙동대로372번길                                                                                 | 부산광역시 |        |                          |
| 당리역                | | 부산광역시 |        |                          |
| (이름 없음)           | 제석로 | 부산광역시 |        |                          |
| 하단 교차로           | 국도 제2호선 국도 제77호선 부산광역시도 제10호선 (낙동남로) 부산광역시도 제1002호선 (하신중앙로)                               | 부산광역시 |        |                          |
| 동아대학교입구        | 낙동대로550번길 | 부산광역시 |        |                          |
| 하단남영APT삼거리     | 하신번영로 | 부산광역시 |        |                          |
| 농산물도매시장 교차로 | 농산물시장로 | 부산광역시 | 사상구 |                          |
| 엄궁 교차로           | 대동로 엄궁로 | 부산광역시 | 사상구 |                          |
| 엄궁삼거리            | 부산광역시도 제4101호선 (학장로)                                                                                               | 부산광역시 | 사상구 |                          |
| 엄궁교                | | 부산광역시 | 사상구 |                          |
| 감전 교차로           | 부산광역시도 제66호선 (강변대로) 부산광역시도 제4102호선 (장인로)                                                              | 부산광역시 | 사상구 |                          |
| 낙동대교 교차로       | 부산광역시도 제30호선 (가야대로)                                                                                               | 부산광역시 | 사상구 |                          |
| 괘법교 서단           | 부산광역시도 제66호선 (강변대로) 부산광역시도 제4103호선 (광장로)                                                              | 부산광역시 | 사상구 | 강변대로에서 진입만 가능 |
| 사상경찰서 교차로     | 부산광역시도 제66호선 (강변대로) 부산광역시도 제4104호선 (삼덕로)                                                              | 부산광역시 | 사상구 | 강변대로로 진출만 가능   |
| 사상양수장삼거리      | 모덕로 | 부산광역시 | 사상구 |                          |
| 삼락 교차로           | 부산광역시도 제33호선 (모라로)                                                                                                 | 부산광역시 | 사상구 |                          |
| 북구청삼거리          | 삼락천로 낙동대로1570번길 | 부산광역시 | 사상구 |                          |
| 북구청삼거리          | 삼락천로 낙동대로1570번길 | 부산광역시 | 북구   |                          |
| 구포삼거리            | 부산광역시도 제3001호선 (사상로)                                                                                               | 부산광역시 |        |                          |
| 구포대교 교차로       | 국도 제14호선 부산광역시도 제40호선 (낙동북로)                                                                                 | 부산광역시 |        |                          |
| 구포역                | | 부산광역시 |        |                          |
| 덕천 교차로 (덕천역)  | 국도 제14호선 부산광역시도 제40호선 (만덕대로) 국도 제35호선 부산광역시도 제41호선 (금곡대로) 부산광역시도 제35호선 (백양대로) | 부산광역시 | 종점   |                          |

## 주요 건물 및 시설
- 괴정초등학교 (부산광역시 사하구 낙동대로 152)
- 괴정3동치안센터 (부산광역시 사하구 낙동대로 188)
- 사하초등학교 (부산광역시 사하구 낙동대로 266)
- 당리동행정복지센터 (부산광역시 사하구 낙동대로 380)
- 을숙도초등학교 (부산광역시 사하구 낙동대로 581)
- 롯데마트 사상점 (부산광역시 사상구 낙동대로 733)
- 이마트 서부산점 (부산광역시 사상구 낙동대로 910)